# القلاخ بن حزن
القُلَاخُ بْنُ حَزْنٍ المِنْقَرِيُّ، وهو القُلَاخُ بْنُ حَزْنٍ بْنُ ضباب المِنْقَرِيُّ، أو هو القُلَاخُ بْنُ حَزْنٍ بْنُ جَنَابٍ بْنُ جَنْدَلٍ بْنُ مِنْقَرٍ بْنُ عُبَيْدٍ. له ديوان مفرد، وهو راجز، وهو القائل:
ورُوِيَ عَجُزُ البيت هكذا: